# Cars on the Road
Cars on the Road (bra: Carros na Estrada; prt: Carros em Viagem) é uma série de televisão via streaming americana animada por computador produzida pela Pixar para o serviço de streaming Disney+ baseada nos filmes Carros e segue a história de veículos falantes antropomórficos. O elenco principal inclui Owen Wilson como Lightning McQueen e Larry the Cable Guy como Mate. estreou em 8 de Setembro 2022. A série é escrita por Steve Purcell e produzida por Marc Sondheimer.

## Enredo
A série segue Lightning McQueen e seu melhor amigo Mate em uma viagem pelos Estados Unidos. É ambientado em um mundo cheio de carros falantes antropomórficos e outros veículos. Os episódios retratarão personagens em diferentes cenários, por exemplo, eles sendo perseguidos por carros semelhantes a dinossauros. Ela será ambientada nos novos locais com novos personagens, além de apresentar retornos dos personagens já estabelecidos da franquia.

## Elenco
- Owen Wilson como Lightning McQueen[2]
- Larry the Cable Guy como Mate[2]
- Bonnie Hunt como Sally Carrera
- Jenifer Lewis como Flo
- Cheech Marin como Ramone
- Lloyd Sherr como Fillmore
- Tony Shalhoub como Luigi
- Guido Quaroni como Guido
- Quinta Brunson como Ivy
- Cristela Alonzo como Cruz Ramirez
- Dana Powell como Mato

## Produção
Em 10 de dezembro de 2020, a Pixar anunciou no Disney Investors Day que uma série animada estrelada por Lightning McQueen e Mate viajando pelo país enquanto encontravam amigos, novos e antigos, estava em desenvolvimento e que será lançada no Disney+ no outono norte-americano de 2022. Foi anunciado que a série é escrita por Steve Purcell e produzida por Marc Sondheimer. Em 2 de junho de 2021, foi relatado que personagens dos filmes spin-off de Carros, Planes e Planes: Fire & Rescue aparecerão na série. Em 12 de novembro de 2021, foi anunciado que a série seria intitulada Cars on the Road e que Owen Wilson e Larry the Cable Guy reprisariam seus respectivos papéis como Lightning McQueen e Mate.